# Wiener Börse
Wiener Börse AG – giełda papierów wartościowych w Wiedniu.

## Indeksy
Na giełdzie wiedeńskiej jest notowanych szereg indeksów, między innymi indeksy wschodnioeuropejskie CEE, znane jako indeksy CECE.
- jako najważniejszy jest uznawany indeks austriacki ATX,
- indeksy obliczane na podstawie kursów akcji są prowadzone dla Czech CEE, Węgier HTX i Polski PTX, oraz całego regionu CECE,
- istotny jest indeks dotyczący akcji rosyjskich RTX,
- nowym produktem jest indeks NTX New Europe Blue Chip Index,
- Giełda Wiedeńska otrzymała zlecenie (i potrzebne dane) na obliczanie i publikowanie w Europie w czasie rzeczywistym chińskiego indeksu China Traded Index (CNX) dotyczącego akcji kategorii A Shares, notowanych na giełdzie w Szanghaju. CNX jest uznawany jako najważniejszy kapitalizacyjny indeks cenowy.